# Reeds
Reeds – miasto w Stanach Zjednoczonych, w stanie Missouri, w hrabstwie Jasper.